# Campoplex parvulus
Campoplex parvulus är en stekelart som beskrevs av Statz 1938. Campoplex parvulus ingår i släktet Campoplex och familjen brokparasitsteklar. Inga underarter finns listade.